# Barbados op de Olympische Zomerspelen 2000
Barbados nam deel aan de Olympische Zomerspelen 2000 in Sydney, Australië. Voor de eerste keer in de geschiedenis werd een medaille behaald, deze werd gewonnen in de atletiek op het onderdeel 100 meter mannen.

## Medailleoverzicht
| Sport    | Olympiër         | Onderdeel | Medaille |
| -------- | ---------------- | --------- | -------- |
| Atletiek | Obadele Thompson | 100m (m)  | Brons    |

## Deelnemers en resultaten

### Atletiek
| Olympiër                                                             | Discipline      | Resultaat | Prestatie                                                                                       |
| -------------------------------------------------------------------- | --------------- | --------- | ----------------------------------------------------------------------------------------------- |
| Obadele Thompson                                                     | 100m (m)        | Brons     | serie 4: 1e in 10,23 kwartfinale: 1e in 10,04 halve finale 1: 2e in 10,15 finale: 3e in 10,04   |
| Obadele Thompson                                                     | 200m (m)        | 4e        | serie 7: 1e in 20,69 kwartfinale 2: 1e in 20,16 halve finale 1: 4e in 20,21 finale: 4e in 20,20 |
| Fabian Rollins                                                       | 400m (m)        | 55e       | serie 7: 6e in 46,85                                                                            |
| Milton Browne                                                        | 800m (m)        | 26e       | serie 7: 5e in 1.47,63                                                                          |
| Gabriel Burnett                                                      | 110m horden (m) | 36e       | serie 3: 5e in 14,23                                                                            |
| Victor Houston                                                       | 110m horden (m) | 32e       | serie 4: 7e in 14,06                                                                            |
| Victor Houston                                                       | 400m horden (m) | 49e       | serie 1: 7e in 51,51                                                                            |
| Gabriel Burnett Victor Houston Wilan Louis Fabian Rollins            | 4x100m (m)      | 37e       | serie 5: 8e in 40,38                                                                            |
|                                                                      |                 |           |                                                                                                 |
| Joanne Durant                                                        | 100m (v)        | 53e       | serie 10: 7e in 11,82                                                                           |
| Joanne Durant                                                        | 200m (v)        | 43e       | serie 5: 7e in 23,90                                                                            |
| Tanya Oxley                                                          | 400m (v)        | 42e       | serie 7: 5e in 54,22                                                                            |
| Andrea Blackett                                                      | 400m horden (v) | 11e       | serie 1: 3e in 56,31 halve finale 2: 7e in 55,30                                                |
| Andrea Blackett Tanya Oxley Melissa Straker-Taylor Sherline Williams | 4x400m (v)      | 37e       | serie 3: 5e in 3.30,83                                                                          |

### Boksen
| Olympiër  | Discipline | Resultaat | Prestatie                       |
| --------- | ---------- | --------- | ------------------------------- |
| Shawn Cox | -81kg (m)  | 17e       | 1e ronde: V van FRA Dovi: 10-14 |

### Judo
| Olympiër     | Discipline | Resultaat | Prestatie                   |
| ------------ | ---------- | --------- | --------------------------- |
| Andrew Payne | -73kg (m)  | 21e       | 1e ronde: V van ARG Alquati |

### Schietsport
| Olympiër        | Discipline | Resultaat | Prestatie                                         |
| --------------- | ---------- | --------- | ------------------------------------------------- |
| Michael Maskell | skeet (m)  | 21e       | kwalificatie: 23e met 119 punten (23-24-24-23-25) |

### Zeilen
| Olympiër        | Discipline  | Resultaat | Prestatie                                       |
| --------------- | ----------- | --------- | ----------------------------------------------- |
| O'Neal Marshall | mistral (m) | 34e       | 287 punten: (DNF-32-32-34-31-34-32-31-31-31-33) |

### Zwemmen
| Olympiër        | Discipline          | Resultaat | Prestatie              |
| --------------- | ------------------- | --------- | ---------------------- |
| Damian Alleyne  | 200m vrije slag (m) | 27e       | serie 3: 1e in 1.52,75 |
| Damian Alleyne  | 400m vrije slag (m) | 26e       | serie 3: 3e in 3.58,12 |
| Nicky Neckles   | 100m rugslag (m)    | 51e       | serie 2: 8e in 1.00,19 |
|                 |                     |           |                        |
| Leah Martindale | 50m vrije slag (v)  | 23e       | serie 6: 3e in 26,05   |
| Leah Martindale | 100m vrije slag (v) | 24e       | serie 2: 1e in 57,21   |

Albanië · Algerije · Amerikaanse Maagdeneilanden · Amerikaans-Samoa · Andorra · Angola · Antigua en Barbuda · Argentinië · Armenië · Aruba · Australië · Azerbeidzjan · Bahama's · Bahrein · Bangladesh · Barbados · België · Belize · Benin · Bermuda · Bhutan · Bolivia · Bosnië en Herzegovina · Botswana · Brazilië · Britse Maagdeneilanden · Brunei · Bulgarije · Burkina Faso · Burundi · Cambodja · Canada · Centraal-Afrikaanse Republiek · Chili · China · Chinees Taipei · Colombia · Comoren · Congo-Brazzaville · Congo-Kinshasa · Cookeilanden · Costa Rica · Cuba · Cyprus · Denemarken · Djibouti · Dominica · Dominicaanse Republiek · Duitsland · Ecuador · Egypte · El Salvador · Equatoriaal-Guinea · Eritrea · Estland · Ethiopië · Fiji · Filipijnen · Finland · Frankrijk · Gabon · Gambia · Georgië · Ghana · Grenada · Griekenland · Groot-Brittannië · Guam · Guatemala · Guinee · Guinee‑Bissau · Guyana · Haïti · Honduras · Hongarije · Hongkong · Ierland · IJsland · India · Indonesië · Irak · Iran · Israël · Italië · Ivoorkust · Jamaica · Japan · Jemen · Joegoslavië · Jordanië · Kaaimaneilanden · Kaapverdië · Kameroen · Kazachstan · Kenia · Kirgizië · Koeweit · Kroatië · Laos · Lesotho · Letland · Libanon · Liberia · Libië · Liechtenstein · Litouwen · Luxemburg · Macedonië · Madagaskar · Malawi · Malediven · Maleisië · Mali · Malta · Marokko · Mauritanië · Mauritius · Mexico · Micronesië · Moldavië · Monaco · Mongolië · Mozambique · Myanmar · Namibië · Nauru · Nederland · Nederlandse Antillen · Nepal · Nicaragua · Nieuw-Zeeland · Niger · Nigeria · Noord-Korea · Noorwegen · Oeganda · Oekraïne · Oezbekistan · Oman · Oostenrijk · Pakistan · Palau · Palestina · Panama · Papoea-Nieuw-Guinea · Paraguay · Peru · Polen · Portugal · Puerto Rico · Qatar · Roemenië · Rusland · Rwanda · Saint Kitts en Nevis · Saint Lucia · Saint Vincent en Grenadines · Salomonseilanden · Samoa · San Marino ·  Sao Tomé en Principe · Saoedi-Arabië · Senegal · Seychellen · Sierra Leone · Singapore · Slovenië · Slowakije · Soedan · Somalië · Spanje · Sri Lanka · Suriname · Swaziland · Syrië · Tadzjikistan · Tanzania · Thailand · Togo · Tonga · Trinidad en Tobago · Tsjaad · Tsjechië · Tunesië · Turkije · Turkmenistan · Uruguay · Vanuatu · Venezuela · Verenigde Arabische Emiraten · Verenigde Staten · Vietnam · Wit-Rusland · Zambia · Zimbabwe · Zuid-Afrika · Zuid-Korea · Zweden · Zwitserland · Individuele olympische atleten